# The Paris Collection
The Paris Collection – koncertowy album brytyjskiej grupy Camel wydany w 2001 roku.

## Lista utworów
1. "Ice" (8:47) – Latimer
2. "Chord Change" (8:52) – Bardens, Latimer
3. "Fingertips" (6:40) – Hoover, Latimer
4. "Slow Yourself Down" (4:30) – Latimer, Ward
5. "Sahara" (6:51) – Latimer
6. "Mother Road" (6:07) – Hoover, Latimer
7. "Little Rivers & Little Rose" (1:55) – Latimer
8. "Hopeless Anger" (5:43) – Latimer
9. "Lady Fantasy" (16:04) – Camel
10. "Slow Yourself Down (Late Night Version)" (5:34) – Latimer, Ward

## Twórcy
- Andrew Latimer – gitara, śpiew, flet
- Guy Le Blanc – instrumenty klawiszowe, śpiew
- Denis Clement – perkusja
- Colin Bass – gitara, gitara basowa, śpiew